# Hoher Berg (Bad Orb)
Der Hohe Berg ist ein 521 m ü. NHN hoher Berg bei Bad Orb im Main-Kinzig-Kreis in Hessen.

## Lage
Der Hohe Berg liegt etwa 1,7 km nördlich von Lettgenbrunn im Naturpark Spessart, etwas mehr als einen Kilometer nördlich des ebenfalls vulkanischen Beilsteins, südlich von Bad Orb. Südlich und östlich des Berges verläuft die Landesstraße L2905 und westlich die Kreisstraße K890.. Er liegt im hessischen Spessart.

## Beschreibung
Auf dem Hohen Berg ist die Schlotfüllung eines ehemaligen Vulkans durch Basaltsäulen gekennzeichnet. Sie sind durch die relativ langsame Abkühlung der basaltischen Lava entstanden, radialstrahlig angeordnet und steigen zur Mitte hin an, ähnlich wie bei einem Kohlenmeiler. Daher spricht man auch von Meilerstellung. Der dort in Steinbrüchen abgebaute Basalt enthält Olivinknollen aus dem Erdmantel und Stücke von Buntsandstein. Der ausgebeutete Vulkanschlot und die Form des Kraters sind durch den jahrelangen Steinbruchbetrieb gut erkennbar.
Am Nordhang des Hohen Bergs befindet sich das Naturdenkmal Madstein, ein markanter Basaltblock, dessen Entstehung ebenfalls auf vulkanische Aktivität in diesem Gebiet zurückzuführen ist.
Der Gipfelbereich steht mit dem Namen Hoher Berg bei Lettgenbrunn seit 1940 unter Naturschutz.